# Eubacterium pyruvativorans
Eubacterium pyruvativorans è una specie di batterio appartenente alla famiglia delle Eubacteriaceae.